# Звенигородский, Иван Фёдорович
Князь Ива́н Фёдорович Звенигоро́дский (1744—1809) — первый градоначальник города Ардатова Нижегородской губернии.

## Биография
Родился в 1744 году. Происходил из нижегородской ветви князей Звенигородских, первый из которых — Фёдор Андреевич был воеводой Арзамаса в начале XVII века. В возрасте 14 лет стал корнетом кавалергардского полка. В 1779 году назначен первым градоначальником Ардатова Нижегородской губернии. Был первым мировым судьёй Ардатовского уезда. В 1784 году провёл первое генеральное межевание земель и первую перепись жителей уезда. Возглавлял воинское присутствие и был руководителем народного ополчения — сформированное им в уезде подразделение принимало участие Русско-шведской войне 1788—1790 годов. Ушёл в отставку с должности градоначальника в 1805 году, скончался в 1809 году.

## Потомки
- Сын — Фёдор Иванович Звенигородский (1770—1824) — командир нижегородского полка ополчения во время Отечественной войны 1812 года[3].
- Внук — Дмитрий Фёдорович Звенигородский (1812—?) — отставной ротмистр, уездный предводитель дворянства[2][3].
- Правнук — Иван Дмитриевич Звенигородский (1858—1932) — уездный предводитель дворянства, председатель уездного земского собрания[2].